# Ceneu

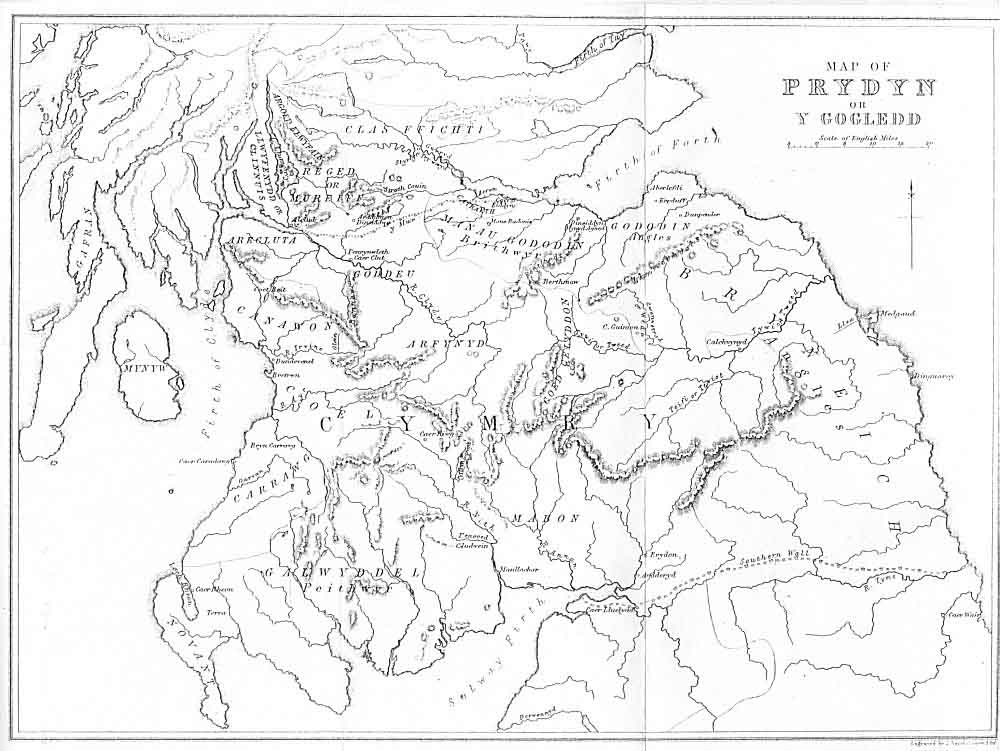
L'"Antico Nord" (Yr Hen Ogledd), l'insieme dei regni britannici sorti dopo la partenza dei romani.

San Ceneu, anche Cenyw, Ceneus e Kenneth (attorno al 382 – V secolo), è stato un sovrano britanno.

## Biografia
Alla morte del padre ereditò il regno, che comprendeva gran parte dell'odierna Inghilterra centro-settentrionale.
Visto che il re supremo della Britannia, Vortigern, impiegò i mercenari sassoni nella lotta contro pitti, scoti e caledoni, è logico pensare che Ceneu sia stato costretto ad accettare l'aiuto dei capi sassoni Octa ed Ebissa per respingere gli invasori pitti dal suo regno. Ottenuta la vittoria e dopo aver sedato una ribellione dei mercenari sassoni, Ceneu permise loro di stabilirsi nel Deywr (futuro regno di Deira, nello Yorkshire orientale). Ceneu compare nella Historia Regum Britanniae di Goffredo di Monmouth tra i presenti all'incoronazione di re Artù. Se ciò fosse vero, bisognerebbe pensare che sia morto molto vecchio.
Dopo la sua morte, il regno fu diviso tra i figli Gwrast e Mor. Al primo andarono le terre occidentali, dal Salway al Mersey (il Rheged), mentre il secondo ricevette la parte centrale del regno e le terre a nord del Salway, cioè l'Ebrauc (che ruotava attorno all'odierna York).
La causa della canonizzazione di Ceneu sembra essere stata l'aver difeso il Cristianesimo nel corso dell'invasione dei pagani anglosassoni.